# アモス・オズ
アモス・オズ（עמוס עוז Amos Oz, 1939年5月4日 - 2018年12月28日）はイスラエルの作家・ジャーナリスト、ベングリオン大学文学部教授。1967年からパレスチナ問題の2国家解決の主な提唱者の一人であった。

## 生い立ち
東欧系のシオニスト移民である父イエフダ・アリエ・クラウスネルと母ファニア・ムスマンの子でアモス・クラウスネル (עמוס קלאוזנר Amos Klausner) として生まれ、エルサレムのアモス通り18番地で育った。父はビリニュスで歴史と文学を学んでおり、エルサレムでも図書館員兼作家であった。母方の祖父は当時ポーランド領東部であったリウネで工場を営んでいたが、1934年にハイファに移住していた。クラウスネル家の多くは右派の修正主義シオニストであった。大叔父のヨーゼフ・クラウスナーはハイム・ヴァイツマンに対抗するヘルトの大統領候補であり、ヘブライ大学のヘブライ文学会の会長であった。彼の家族は信仰を不合理と看做して軽蔑し距離を置いていた。他に労働運動からの支援を受けた社会主義的学校もあったが家族の政治的な価値観に反したため、彼はタハケモニの宗教的な学校で学んだ。著名な詩人のゼルダ・ミシュコフスキも教師の一人であった。中等教育はレハヴィアヘブライ高校に進んだ。
彼が12歳の時、母が自殺し、彼は反動を起こした。このことは後に自伝 "A Tale of Love and Darkness" に綴られた。彼は労働シオニストになり、15歳でフルダキブツに加入した。アモスはフルダイ家の養子となり（その長男は後のテルアビブ市長ロン・フルダイである）終日キブツで過ごした。この時に彼はヘブライ語で力を意味するオズに姓を変えた。「テルアビブはまだ自由ではなかった。キブツのみが自由だった。」と後に語っている。しかしながら本人の語るところ彼は「労働者の災難であり…、キブツの冗談だった。」そして息子ダニエルの気管支喘息のためアラドに妻と移る1986年までキブツで過ごした。ただし作家として成功するにつれキブツでの一般労働の時間は減少していった。これは執筆収入から充分な対価がキブツに支払われたことで認められた。彼は自身の言葉によれば「農場の枝になった」。
大半のユダヤ系イスラエル人同様、彼は兵役でイスラエル国防軍に仕えた。1950年代後半はキブツ由来のナハルに配属され、シリア国境地帯で偵察任務にあたった。1967年の六日間戦争の折には、戦車部隊でシナイ半島に、1973年の第四次中東戦争時にはゴラン高原にいた。ナハルの後オズはヘブライ大学で哲学と文学を学んだ。キブツの新聞と『ダヴァル』紙への投稿を除いて彼は22歳まで著作を発表しなかった。最初の作品集は1965年の "Where the Jackals Howl" であった。
2018年12月28日、テルアビブにて癌のために死去、享年79歳。

## 主な受賞歴
- 1984年 芸術文化勲章オフィシエ（フランス）
- 1988年 フェミナ賞外国小説賞
- 1992年 ドイツ書籍協会平和賞
- 1998年 イスラエル賞
- 2004年 ヴェルト文学賞
- 2005年 ゲーテ賞
- 2007年 アストゥリアス皇太子賞 文学部門[4]
- 2008年 ダン・デイヴィッド賞
- 2013年 フランツ・カフカ賞
- 2015年 朴景利文学賞

## 著書
- 『わたしのミハエル』村田靖子訳、角川書店、1977年。
- 『イスラエルに生きる人々』千本健一郎訳、晶文社、1985年7月。
- 『贅沢な戦争 ― イスラエルのレバノン侵攻』千本健一郎訳、晶文社、1993年10月。
- 『ブラックボックス』村田靖子訳、筑摩書房、1994年3月。
- 『スムヒの大冒険』村田靖子訳、未知谷、1997年8月。
- 『現代イスラエルの預言』千本健一郎訳、晶文社、1998年1月。
- 『地下室のパンサー』村田靖子訳、未知谷、1998年11月。
- 『わたしたちが正しい場所に花は咲かない』村田靖子訳、大月書店、2010年3月。

## 脚註
1. ↑  Remnick, David, "The Spirit Level". The New Yorker, November 8, 2004, p.91
2. 1 2  Ibid., p.92
3. ↑  “L’écrivain israélien Amos Oz est mort” (フランス語). Le Soir (2018年12月28日). 2019年6月13日閲覧。
4. ↑  「イスラエル人作家オズ氏、スペイン皇太子賞受賞」AFPBB News, 2007年6月27日。